# Call of Duty: Advanced Warfare
Call of Duty: Advanced Warfare es un videojuego de disparos en primera persona desarrollado por Sledgehammer Games y High Moon Studios, distribuido por Activision, perteneciente a la franquicia Call of Duty. Es la undécima entrega numérica dentro de la misma saga y la primera desarrollada por Sledgehammer Games y High Moon Studios. Fue lanzado el 4 de noviembre de 2014 para PlayStation 4, Xbox One, Xbox 360, PlayStation 3 y Microsoft Windows.
Su desarrollo comenzó a finales de 2011, poco después del lanzamiento de Call of Duty: Modern Warfare 3. Sledgehammer contrató a los actores Troy Baker y Kevin Spacey para los papeles principales. El juego está ambientado en un futuro en el que tienen lugar la tecnología y el armamento avanzado, con trajes que dan habilidades sobrehumanas a los soldados como: supersalto, trepar paredes, habilidades de campo y granadas especiales.

## Premisa
De acuerdo a una fuente que habla a respecto del primer tráiler mostrado:

"...se muestra al conocido actor Kevin Spacey como jefe de una corporación militar (Atlas) dispuesta a tomar control de Estados Unidos y el resto del planeta por la fuerza, contando con la ayuda de soldados con trajes especiales, sofisticado armamento y otros dispositivos dignos..."

Además, la trama de este videojuego transcurre en el año 2054 a 2061.

### Personajes
- Jack Mitchell (Troy Baker)[8] (): Protagonista principal en esta nueva aventura tecnológica. Además, será el único personaje jugable y sólo compartirá su voz a través de las cinemáticas del juego. Perdió un brazo en la explosión Corea del Sur en 2054 y fue remplazado por un brazo robótico.  Con respecto al actor, Troy Baker, se sabe que también interpretó en los aclamados Metal Gear Solid V: The Phantom Pain (PlayStation 3, PlayStation 4, Xbox 360, Xbox One), The Last of Us (PlayStation 3) y BioShock Infinite (Xbox 360, Microsoft Windows y PlayStation 3), por lo que ya es un veterano en prestar su voz para tales fines.
- Jonathan Irons (Kevin Spacey)[9] (): Fundador y jefe corporativo de Atlas, una organización militar privada mundialmente conocida, que tiene la ambición de tomar a Estados Unidos y el mundo. Será el segundo papel principal como antagonista del juego.
- Gideon (Gideon Emery)(): Ex Atlas, mejor amigo de Mitchell desde la muerte de Will. Aparece desde la misión "Iniciación". Se cambia de bando en la misión "Choque". Su estado es desconocido (Supuestamente Muerto) ya que en el final de "Exo Supervivencia", en el mapa "Riot" luego de rescatar al jugador de los Zombis y comprobar si se encuentra bien, un zombi lo toma y le arrastra fuera del Warbird.
- Ilona (Angela Gots)(): Ex-spetsnaz, perteneció a Atlas hasta que se cambió de bando en la misión "Utopia".
- Cormack (Russell Richardson)(): Marine Estadounidense, Fue Sargento de Mitchell y Will durante la guerra de Corea del Sur, Líder de "Fuerza operativa Sentinel", rehén de Atlas en "Capturado", Muere desangrado tras un disparo de Jonathan Irons en una localización desconocida en 2061.
- Hades (Sharif Ibrahim)(): Líder del grupo terrorista KVA.
- Wiliam "Will" Irons (Paul Telfer)(): Hijo de Jonathan y marine de los Estados Unidos, muere producto de una explosión en Corea del Sur en 2054.

### Niveles
| Misión         | País                      | Localización/es                                   |
| -------------- | ------------------------- | ------------------------------------------------- |
| Iniciación     | Bandera de Corea del Sur  | Centro de Seúl, Corea del Sur                     |
| Atlas          | Bandera de Estados Unidos | Maryland, Estados Unidos                          |
| Tráfico        | Bandera de Nigeria        | Lagos, Nigeria                                    |
| Fisión         | Bandera de Estados Unidos | Seattle, Estados Unidos                           |
| Repercusiones  | Bandera de Estados Unidos | Detroit, Estados Unidos                           |
| Caza humana    | Bandera de Grecia         | Santorini, Grecia                                 |
| Utopía         | Bandera de Irak           | Nueva Bagdad, Irak                                |
| Sentinel       | Bandera de Tailandia      | Bangkok, Tailandia                                |
| Choque         | Bandera de Antártida      | Este de la Antártida                              |
| Biolaboratorio | Bandera de Bulgaria       | Strandja, Bulgaria                                |
| Derrumbe       | Bandera de Estados Unidos | Puente Golden Gate, San Francisco, Estados Unidos |
| Armada         | Bandera de Estados Unidos | Estrecho Golden Gate, San Francisco               |
| Propulsión     | Bandera de Irak           | Nueva Bagdad                                      |
| Capturado      | Bandera de Irak           | (Desconocido)                                     |
| Terminal       | Bandera de Irak           | Nueva Bagdad                                      |

## Desarrollo

Call of Duty: Advanced Warfare será la undécima entrega dentro de la serie. Aparte de eso, su desarrollo se tomó cerca de tres años para concretarse, convirtiéndose así, en la primera en ser planeada durante un largo tiempo.

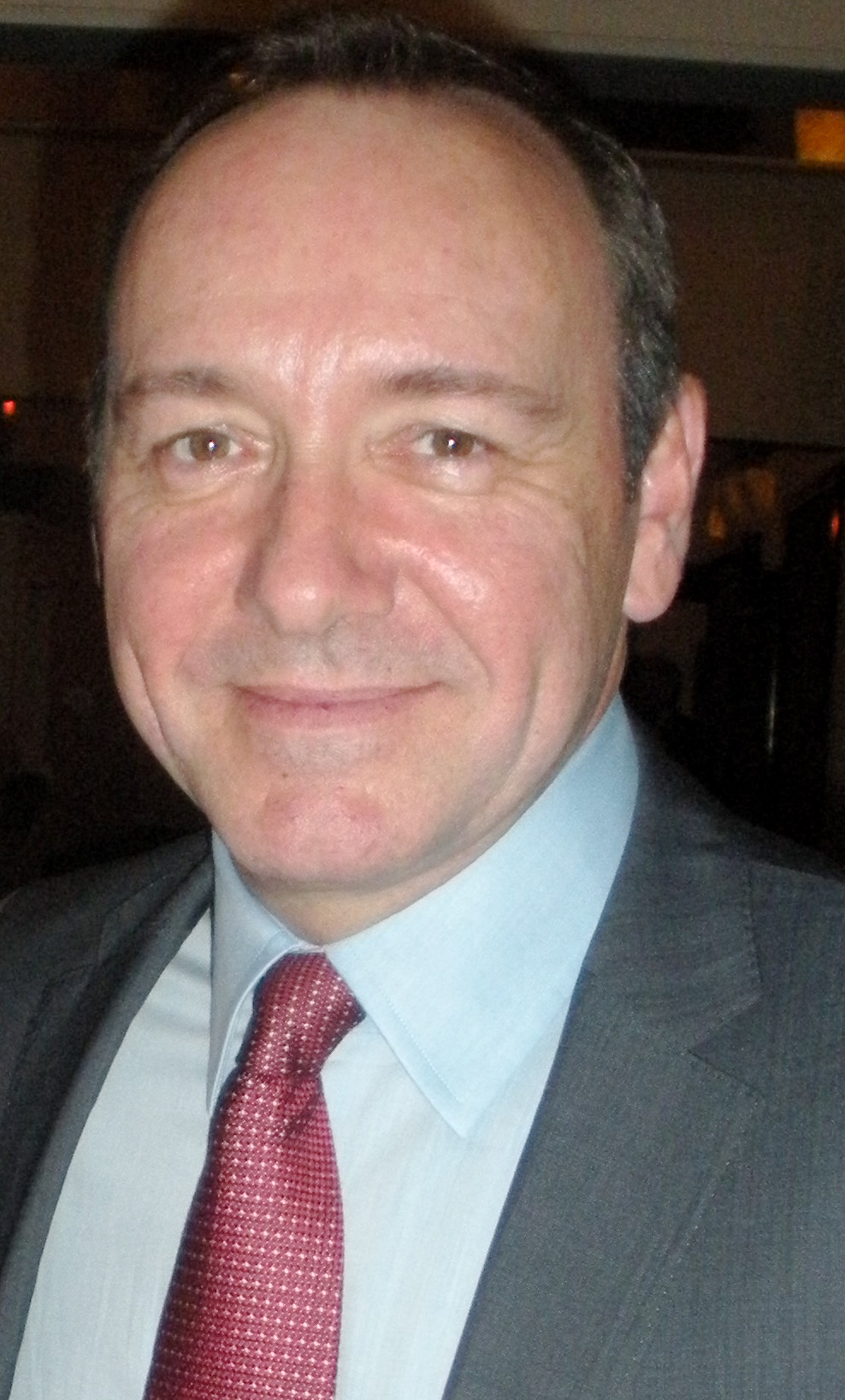
El actor Kevin Spacey prestó su voz e imagen para este juego con el personaje secundario y antagónico Jonathan Irons.

A partir de mayo de 2014, en la página de la serie se mostró una imagen enunciando la frase "Una Nueva Era Ha Llegado" ("A New Age Arrives") fijando el día 4 para desvelar el próximo juego. No obstante, el 2 de ese mismo mes el tráiler oficial del mismo había llegado mostrando imágenes como de los personajes y escenarios, así como también del actor Kevin Spacey que tendrá papel en dicho juego. Con respecto a esto, se supo con anterioridad que la próxima entrega sería desarrollada por Sledgehammer Games, quien previamente había participado en la producción de Call of Duty: Modern Warfare 3 de la mano de Infinity Ward.
Al parecer, como era normal esperarse un juego cada año de la serie yendo por parte de cada una de las subsidiarias de Activision como lo son la misma Infinity Ward, Treyarch y precisamente Sledgehammer, esta vez estableció una nueva orden en el desarrollo para cada una de las entregas próximas a lanzarse ahora empezando con Infinity Ward (2013), Sledgehammer (2014) y Treyarch (2015), pues, sólo la primera y última habían trabajado durante todo el transcurso de la serie junto con la misma Activision, una cada año de Call of Duty (2004) a Call of Duty: Ghosts (2013).
Con el primer plano que se presentó del juego, éste sería por el momento la entrega más futurísta y avanzada de la franquicia rebasando al antiguo Call of Duty: Black Ops II. Será el proyecto más "innovador" y "ambicioso" de todos según reportó Activision. Y por otra parte, se habría dado salto a una nueva experiencia en el ámbito jugabilístico, a según, por propias palabras del CEO de Activision, Eric Hirshberg.
Así también, como dato adicional, el día 4 que era la fecha originalmente planeada para anunciar el juego se reveló más información con respecto a los involucrados para el trabajo dentro del desarrollo del mismo, como que Harry Gregson-Williams (conocido compositor de la saga Metal Gear Solid) ahora lo volverá a hacer para este proyecto. Troy Baker (quien trabajó en otras entregas de la serie como Call of Duty: Modern Warfare 2 y Call of Duty: Black Ops), también fue mencionado como la voz protagonista para llevarse a cabo durante la realización de la campaña.
También que, Kevin Spacey, quien fue revelado durante el primer tráiler oficial de la nueva y próxima entrega de la serie, respondió sobre la actitud y carácter que llevará su personaje en referencia a su otro papel (Frank Underwood) en la serie de televisión House of Cards tras una entrevista con la revista experta en videojuegos Game Informer:

Será la primera vez que participe en un videojuego lo que me acercará a una nueva audiencia, que resulta interesante cuando empiezas a realizar algo nuevo. [...] Creo que ambos personajes disfrutan de hacer que las cosas funcionen sin mucha planeación y sin hacer mucho caso a las reglas. Esto resulta en el mejor elemento disruptivo para un videojuego.
—Kevin Spacey

Para mayo de 2014, otra noticia salió al aire con respecto a la realización del juego, ya que, Glenn Schofield (uno de los fundadores y gerente general de Sledgehammer Games) declaró que le tomó al equipo desarrollar la historia más de dos años y medio. También, Michael Condrey (cofundador de Sledgehammer) había dicho que realizaron esta entrega con una secuela propia para desarrollarse en un futuro próximo.

## Sinopsis
En el año de 2054 un joven soldado llamado Jack Mitchell ingresa al Ejército de Los Estados Unidos junto a su amigo Will Irons, comandada por el Sargento Cormack, el objetivo principal es asegurar la capital de Corea del Sur, Seúl; la cual fue invadida por el ejército Norcoreano, después de pasar por la ciudad semidestruida un avión llega para apoyar a los norcoreanos (Lanzadera Havoc), entonces Will y Mitchell tratan de destruirlo con unas cargas, pero el brazo de Will se queda atrapado en la puerta del avión, y explota, matando a William y con los escombros del avión, cortándole el brazo a Mitchell, entonces Mitchell es operado y dado de baja por sus heridas.
En el funeral de Will, Mitchell conoce al padre de su amigo, Jonathan Irons que posee una corporación de defensa americana llamada Atlas, entonces, Mitchell temiendo una posible catástrofe global se une a Atlas, ahí conoce a Gideon y a Ilona, dos soldados de Atlas, también cabe destacar que le construyen un brazo robótico, debido a la amputación de su brazo en "Iniciación", le entrenan en el campo de tiro, y le dan armamento para las misiones próximas que se irán haciendo en el juego pasando, por las ciudades de Lagos, Seattle, Detroit, etc. En la misión "Caza Humana". Atlas intenta frenar a los KVA, tratando de matar a Hades, intentando infiltrarse en el edificio donde se encuentran los principales líderes de los KVA, entonces Mitchell intenta matar con un dron a Hades, pero resultó que fue una trampa y el que mató Mitchell no era Hades, si no un doble, que había puesto una bomba en el cuarto, matando a varios soldados, entonces hay que dirigirse a las calles, siguiéndole el rastro a Hades, después de enfrentarse a oleadas de enemigos, una camioneta a toda velocidad choca y atropella a Mitchell, luego llega Hades con el fin de matar a los dos, pero Mitchell logra cortar la garganta a Hades para matarlo, dando fin a la misión.
Atlas logra su victoria más importante, matando a Hades, entonces Jonathan Irons se convierte en un héroe global. Luego Mitchell e Ilona encuentran un viejo archivo, que contiene un mensaje de un científico que colaboró para hacer a Manticore, un virus letal que es capaz de asesinar a centenas de soldados en un minuto, entonces se ve a Irons disparándole en la cabeza con una Atlas 45, Mitchell y Ilona se sienten traicionados, entonces llegan unos agentes blindados de Atlas, que amenazan con dispararles, pero entonces Mitchell logra matarlos y huyen de Nueva Bagdad y son rescatados por el exsargento de Mitchell, Cormack, luego se incorporan a Sentinel, y ahí se dan cuenta de que Irons es el verdadero enemigo, luego se dirigen a la Antártida para apoderarse de una base de Atlas, pero los descubren y cuando estuvieron a punto de capturarlos, Gideon mata a los soldados que los estaban apuntando, también disculpándose con ellos por no unirse antes a Sentinel, después de enfrentarse a soldados de Atlas llegan a la base secreta en la cual, Gideon le da una Stinger M7 a Mitchell para derribar un avión con cargamento destinado para Irons. Entonces descubren que ese cargamento tiene el virus "Manticore", Atlas tiene el antídoto para que las tropas enemigas mueran y las tropas de Atlas sobrevivan a tan letal encuentro, luego se dirigen a una antigua refinería en Strandja, Bulgaria con el fin de destruir las plantas de Manticore, después de esta misión se dirigen a San Francisco para derribar los UAV enemigos y evitar que la ciudad sea destruida por Atlas, después de pasar el Golden Gate, llegan al estrecho Golden Gate para apoderarse del área. Luego de esto, ir a Nueva Bagdad para realizar un ataque a la base de Atlas, pero ahí Mitchell, Ilona, Gideon y Cormack fueron capturados por Atlas debido a que Manticore los debilitó y se ven frente a frente con Irons, el cual le destruyó el brazo a Mitchell y le disparó a Cormack, lo que lo dejó muy débil, Irons escapa, al igual que Mitchell y los demás, en esta misión se irá pasando por la base principal de Atlas, aquí se verán muchos cuerpos en camillas o colgados, consecuencia de Manticore. Después de esta misión se dirigen a Nueva Bagdad en busca de Irons. Cuando llegan Cormack muere desangrado debido al disparo de Jonathan Irons, también se enteran de que Irons planea bombardear a E.U.A con misiles de Manticore, matando a mucha gente inocente. No había esperanza de que ellos tres puedan contra un ejército de más de 100.000 hombres, entonces idean el plan de entrar a la base con trajes con torreta, cohetes y misiles equipados, llamados Goliath, después de atravesar la base, luchando con soldados blindados y Goliaths, llegan a un edificio donde Irons hackea sus exos, incapaces de moverse, Mitchell se libera de su exo y persigue a Irons el cual tira del edificio, matándolo, al final se escucha la voz de Mitchell por una última vez en el juego, dando a entender que Irons pudo haber tenido buenas razones para hacer lo que hizo, pero eso no le impidió matarlo.

## Modos de juegos
Campaña
La campaña es una introducción del juego para la verdadera acción que es el multijugador. A lo largo de las 15 misiones de la campaña, tendrás acceso a todas las habilidades y armas para poder familiarizarte con ellas y sus controles.
Exo supervivencia
En este modo te tendrás que enfrentar a oleadas de soldados que intentarán matarte. Tiene cuatro niveles de dificultad, una vez superado los cuatro niveles desbloquearás un quinto nivel de zombis.
Multijugador
El multijugador es la esencia de Call of Duty. Consta de 15 modos de juegos, que están divididos en cuatro grupos: modo básico, modo extremo, modo bonificación y modo de clasificación.
También cuenta con un sistema de suministros que está dividido en dos partes: suministro avanzado y normal, el suministro normal tiene menos probabilidades de dar armas élite e incluso darte solo dos objetos mientras que el suministro avanzado siempre da tres objetos pero con mayor probabilidad de darte cosas buenas. Hay dos formas de conseguirlos, la primera es completando los desafíos y la otra es comprándolos en la tienda.

### Exo-Zombies
Es el nuevo modo de juego de Advanced Warfare donde al igual que el modo zombis de Treyarch tienes que sobrevivir a una cantidad infinita de zombis, pero en el caso de Advanced Warfare es la continuación de
la Campaña y Supervivencia Exo.

### Personajes de exo zombis
- Oz()Es un conserje que trabajaba en un edificio de Atlas Corporation, es uno de los protagonistas principales y el antagonista de la historia. Él es uno de los 4 sobrevivientes del mapa Outbreak, hasta el mapa de Burgertown, donde es asesinado por el general Lennox de Sentinel.
- Lilith() Es una técnica informática de Atlas Corporation que en realidad es hacktivista, es una de los protagonistas principales del juego y es una de los 4 sobrevivientes del mapa Outbreak.
- Decker()Es un guardia de seguridad de Atlas Corporation, es uno de los protagonistas principales, su sueño es ser un soldado pero Atlas lo dejó ser solo un guardia, es uno de los 4 sobrevivientes del mapa Outbreak.
- Kahn()Es un ejecutivo de Atlas Corporation hasta el desastre zombi, es uno de los protagonistas principales y uno de los 4 sobrevivientes del mapa Outbreak.
- General Lennox()Es un general de Sentinel el cual es el único protagonista que no apareció en Outbreak y el único superviviente que estaba despierto en Carrier, el mata a Oz en el final del mapa de Burguertown.

### Armas de multijugador
Armas Primarias
Fusiles de asalto:
– M1 Garand (Actualización de Xbox One, PlayStation 4 y PC)
– Lever Action (Actualización de Xbox One, PlayStation 4 y PC)
– AE4 (Havoc DLC):
– Bal-27
– AK12
– ARX-160
– HBRa3
– IMR
– MK14
– STG-44 (Actualización de Xbox One, PlayStation 4 y PC)
– AK-47 (Actualización de Xbox One, PlayStation 4 y PC)
– M16 (Actualización de Xbox One, PlayStation 4 y PC)

Subfusiles:
– Repulsor (Actualización de Xbox One, PlayStation 4 y PC)
– MP40 (Actualización de Xbox One, PlayStation 4 y PC)
– KF5
– MP11
– ASM1
– SN6
– SAC3 (Sola y Duales con Actualización en Xbox One, PlayStation 4 y PC)
– AMR9
- Sten (Actualización en Xbox One, PlayStation 4 y PC )
Fusiles de precisión:
– Lynx
– MORS
– NA-45
– Atlas 20mm
– SVO (Actualización de Xbox One, PlayStation 4 y PC)
Escopetas:
– Tac-19
– S-12
– Bulldog
– Trabuco (Actualización de Xbox One, PlayStation 4 y PC)
– Cauterizador Cel-3 (Actualización para Xbox One, PlayStation 4 y PC, Arma especial del modo Exo-Zombies)
Armas pesadas:
– Ohm (Ascendance DLC)
– EM1
– Pytaek
– XMG
– EPM3
– Ameli
Armas especiales:
– LMD
– Escudo pesado
– M1 Irons (Actualización para todas las Consolas)
Armas Secundarias:
Pistolas:
– M1911 (Actualización de Xbox One, PlayStation 4 y PC)
– Atlas 45
– RW1
– MP443 Grach
– PDW
Lanzacohetes:
– Stinger M7
– MAAWS
– MAHEM
Especiales:
– Ballesta
Mapas:
-Ascend 
-Bio Lab
-Comeback
-Defender
-Detroit
-Greenband
-Horizon 
-Instict
-Recovery
-Retreat
-Riot
-Solar
-Terrace
Havoc:
-Core
-Drift
-Sideshow
-Urban
-Outbreak (Exo-Zombies)
Ascendance:
-Chop Shop
-Climate
-Perplex 
-Site 244
-Infection (Exo-Zombies)
Supremacy:
-Compound
-Kremlin
-Parlament
-Skyrise
-Carrier (Exo-Zombies)
Reckoning:
-Fracture
-Overload
-Quarantine
-Swarm
-Descent (Exo-Zombies)

## Lanzamiento
Call of Duty: Advanced Warfare fue lanzado el 4 de noviembre de 2014 para las plataformas de nueva generación (octava) Xbox One y PlayStation 4. Para las versiones de Xbox 360 y PlayStation 3, la también subsidiaria de Activision, High Moon Studios, se hizo cargo de su salida.